# Bandeira de Colorado do Oeste
A bandeira de Colorado do Oeste é um dos símbolos oficiais do município de Colorado do Oeste, estado do Rondônia.

## Descrição
Seu desenho consiste em um retângulo dividido em três faixas verticais de mesma largura, sendo a primeira verde, a segunda ouro, e terceira vermelha. Na faixa central está um disco azul escuro no qual está inserido uma letra C não serifada na cor branca. Ainda no disco há uma estrela branca de cinco pontas na qual uma das pontas está voltada para a parte superior.